# Universiteit Luxemburg
De Universiteit Luxemburg (Frans: Université du Luxembourg (officieel); Duits: Universität Luxemburg; Luxemburgs: Universitéit Lëtzebuerg) is een Luxemburgse universiteit gesticht in 2003. De universiteit is verdeeld over vier plaatsen in en nabij Luxemburg-Stad. De universiteit heeft meerdere faculteiten. Het hoofdgebouw bevindt zich in Esch-sur-Alzette.

## Algemeen
De Universiteit Luxemburg is de enige universiteit in Luxemburg. Vóór de oprichting in 2003 bestonden er wel aparte academische opleidingen zoals aan het Centre Universitaire du Luxembourg (CUNLUX), maar deze moesten allemaal voltooid worden aan universiteiten buiten Luxemburg. De Universiteit Luxemburg bundelde vele opleidingen en vervolledigde hen, zodat het mogelijk werd in Luxemburg zelf af te studeren.
De universiteit heeft zo'n 5000 studenten uit ongeveer 95 landen.

## Faculteiten
- de Faculteit der Natuurwetenschappen, Technologie en Communicatiewetenschappen (NTC) bevindt zich op Campus Kirchberg.
- de Faculteit der Rechtswetenschappen, Wiskunde, Economie en Bedrijfskunde (RWEB) bevindt zich op de Campus Limpertsberg.
- de Faculteit der Letteren en Literatuur, Geesteswetenschappen, Kunst en Onderwijswetenschappen (LGKO) bevindt zich in op de Campus Walferdange. Onderdeel van deze campus is het Kasteel Walferdange.

In Kasteel Walferdange woonde tussen 1850 en 1879 Hendrik der Nederlanden, de toenmalige stadhouder van Luxemburg. Later is het kasteel in gebruik geweest bij verschillende groothertogen van Luxemburg en als brandweerkazerne.

## Emeriti
- Colette Bodelot, linguïst

## Fotogalerij

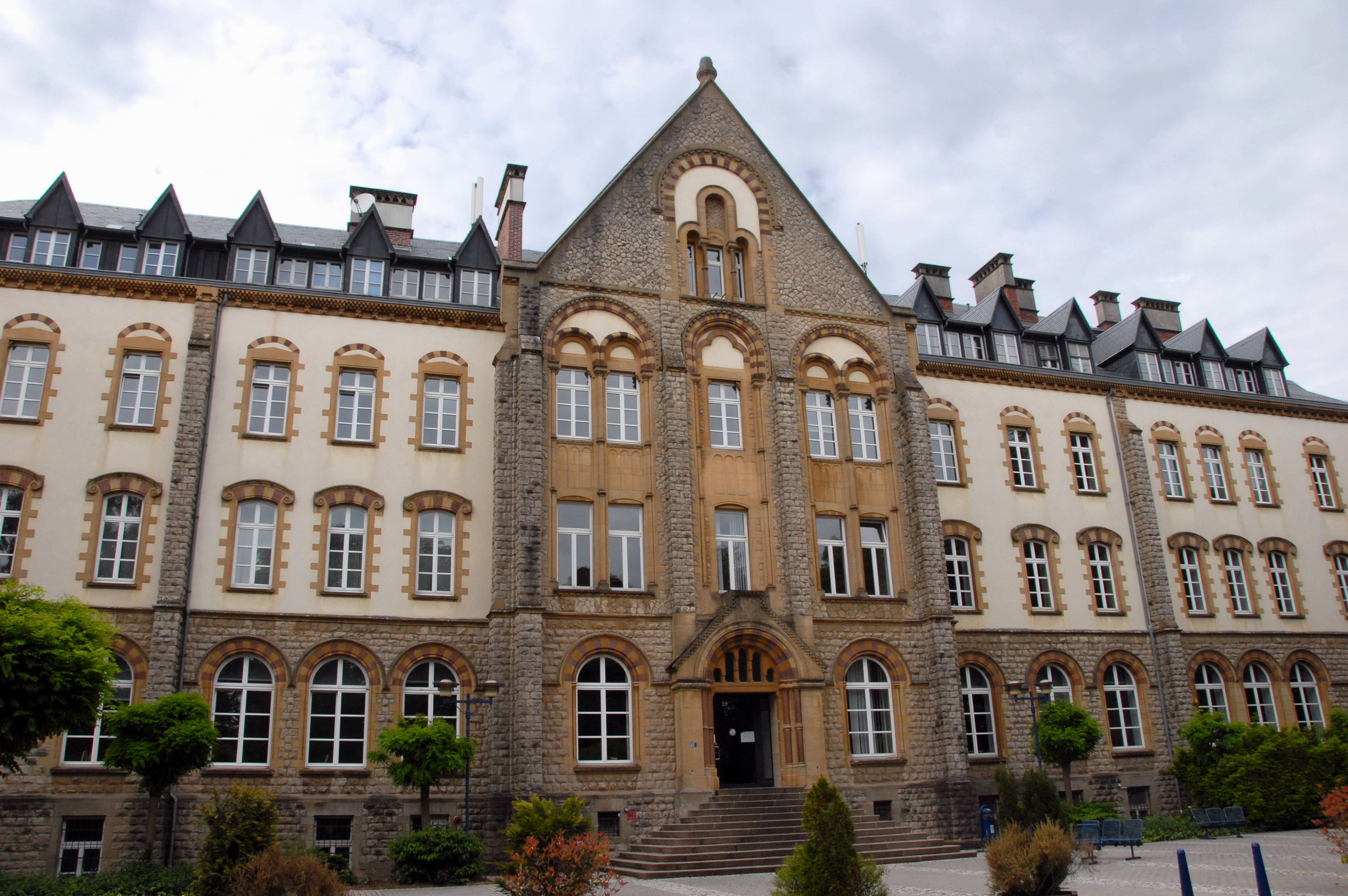
Hoofdgebouw, Campus Limpertsberg
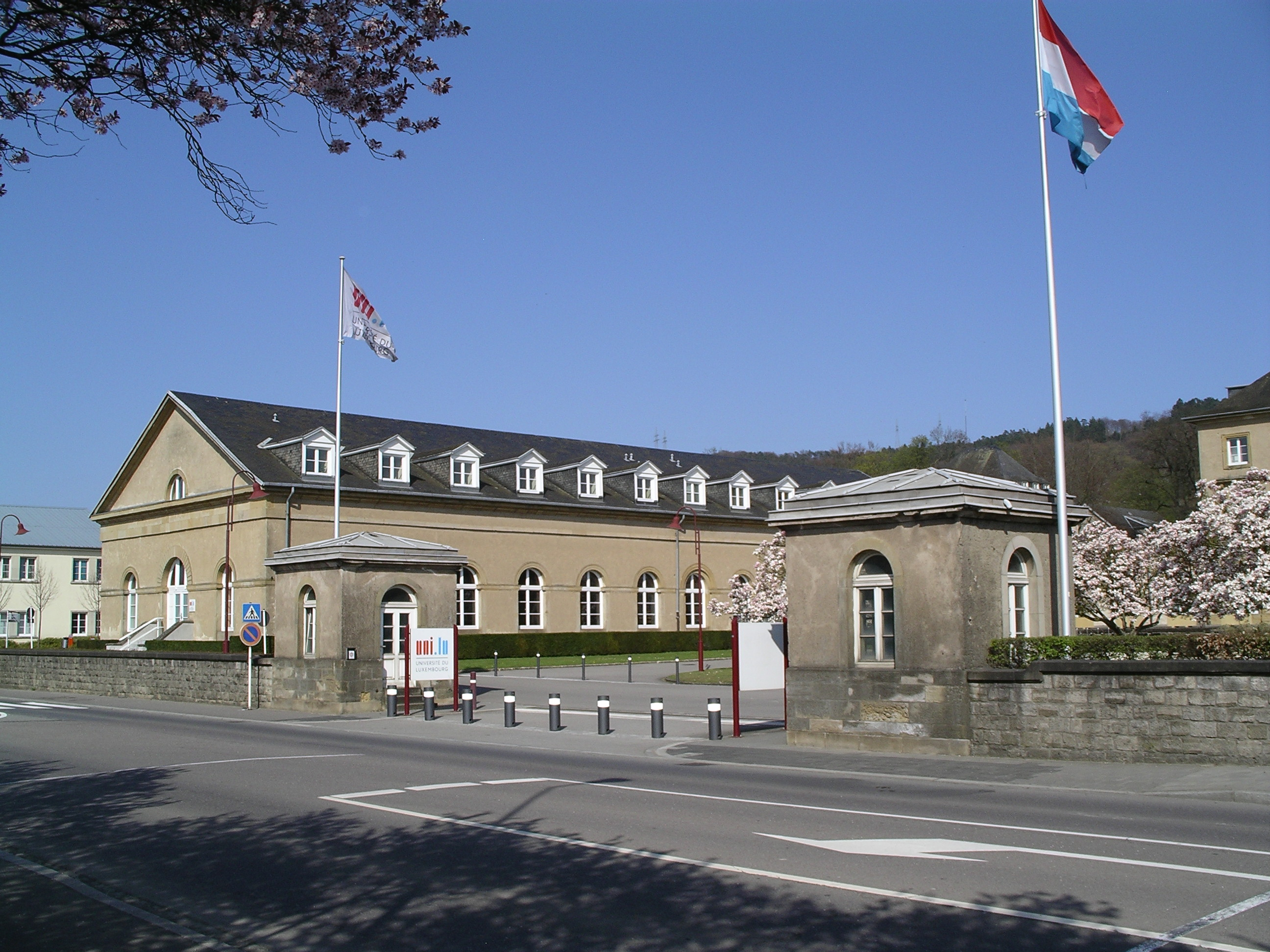
Kasteel Walferdange, Campus Walferdange
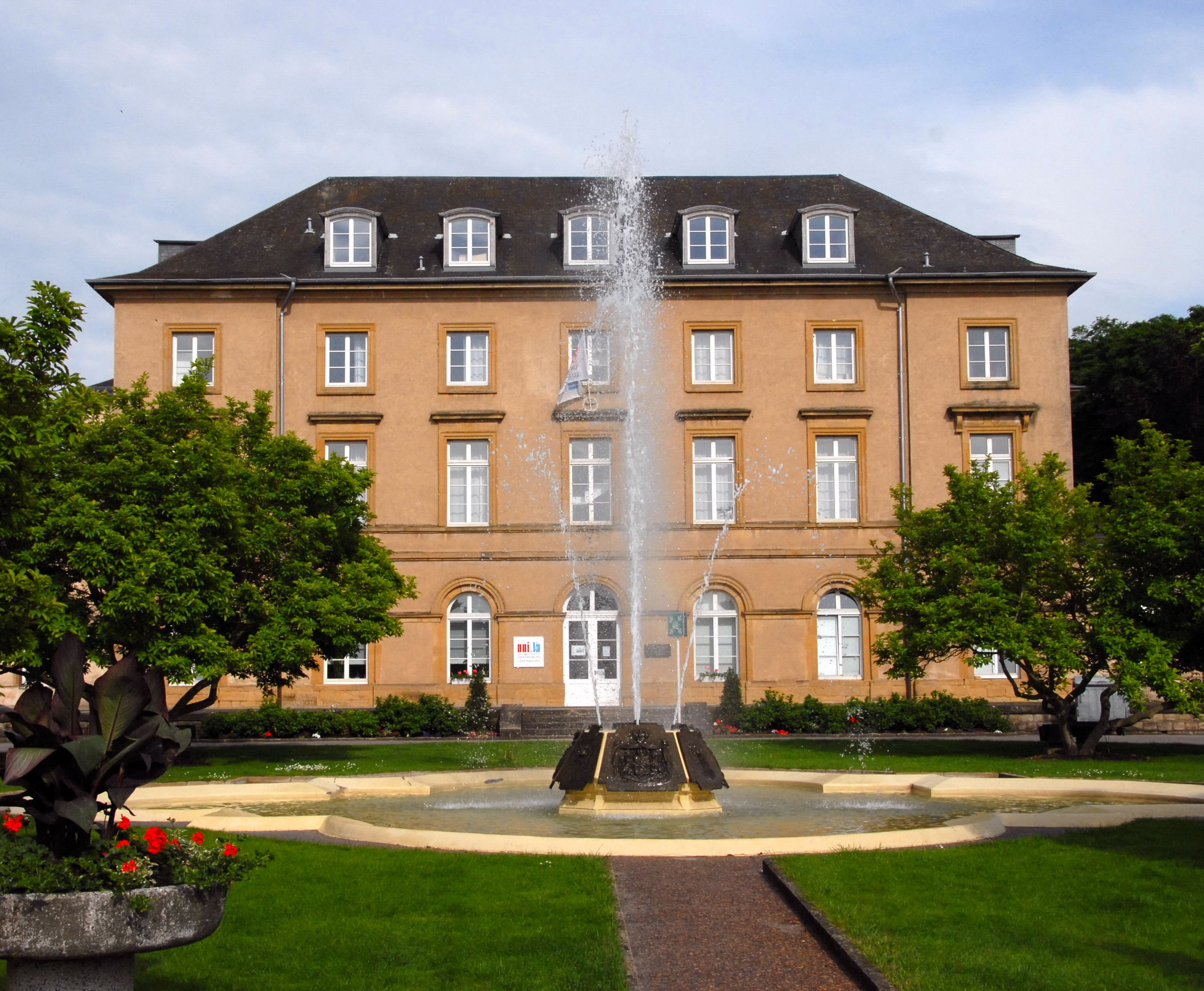
Bibliotheek, Campus Walferdange
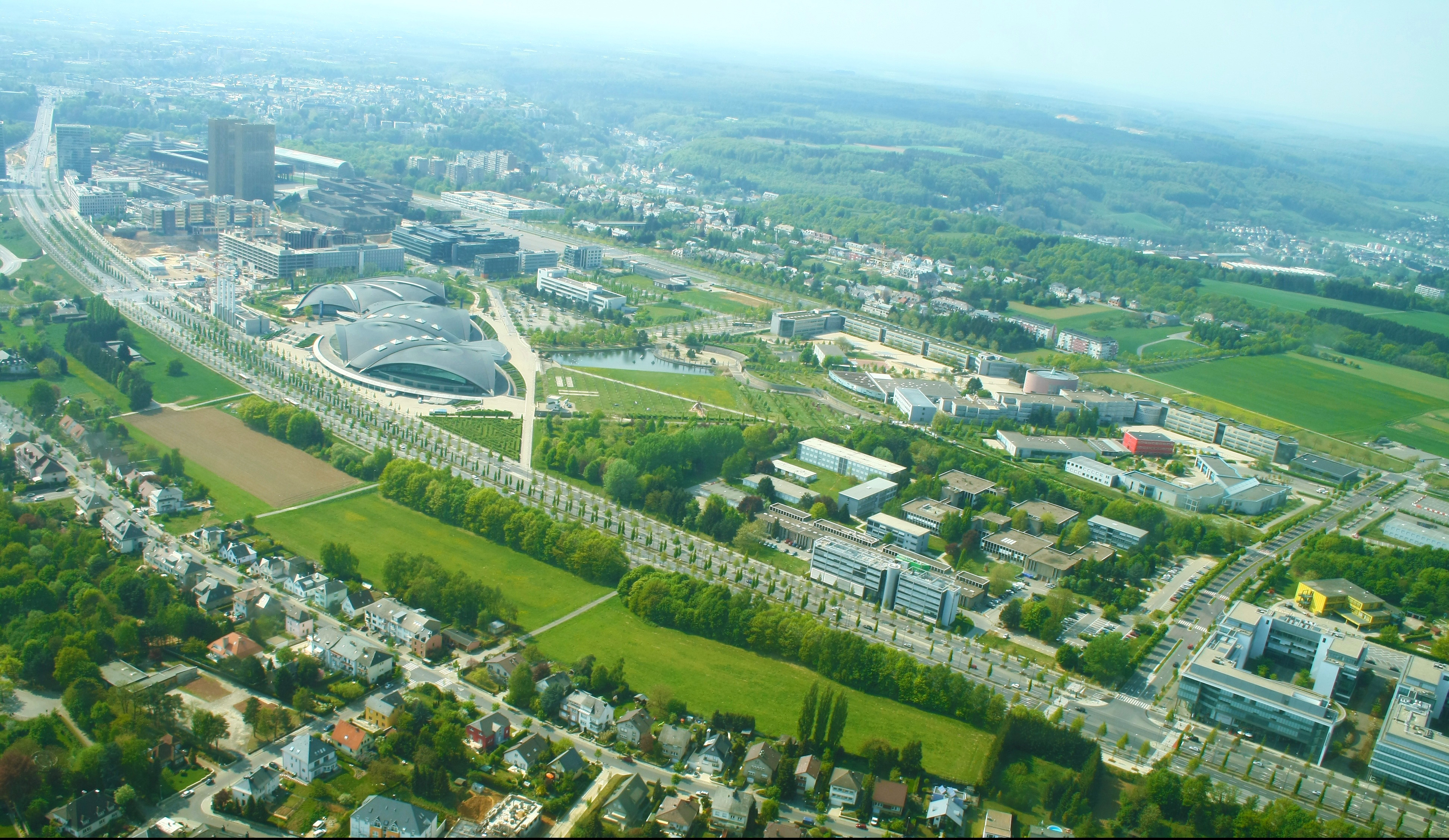
Campus Kirchberg en omgeving